# Liste du patrimoine immobilier classé de Daverdisse
Cette page regroupe l'ensemble du patrimoine immobilier classé de la commune belge de Daverdisse.
| Objet | Année de construction / Architecte | Adresse | Section communale | Coordonnées                      | Numéro d’inventaire | Illustration              |
| --- | ---------------------------------- | ------- | ----------------- | -------------------------------- | ------------------- | ------------------------- |
| Un orme et un tilleul séculaires, croissant à Daverdisse. L'orme situé à droite du vieux château à l'intersection des chemins n°5 et 14, et le tilleul situé à l'intersection des chemins n°5 et 15 |                                    |         |                   | 50° 01′ 22″ nord, 5° 06′ 52″ est | 84016-CLT-0002-01   | Image manquanteTéléverser |
| Le pont des Gades à Daverdisse (M) ainsi que les terrains environnants (S) |                                    |         |                   | 49° 59′ 38″ nord, 5° 04′ 15″ est | 84016-CLT-0003-01   | Image manquanteTéléverser |